# Grosstraktor
El Grosstraktor (tractor pesat en alemany), fou un tanc mitjà amfibi desenvolupat el 1926 per Reinmetall, Krupp i Daimler-Benz per a la República de Weimar en violació del Tractat de Versalles.

## Història
El 1925, la República de Weimar va demanar a Reinmetall-Borsig, Krupp i Daimler-Benz, les principals firmes d'enginyeria del país, el desenvolupament d'un tanc lleuger i un tanc mitjà. Com que això vulnerava el Tractat de Versalles, es van utilitzar noms en clau: Leichter Traktor (tractor lleuger) i Grosstraktor (tractor pesat), respectivament.
Reinmetall va començar el seu prototip el 1926, seguit de prop per les altres dues. Reinmetall i Krupp van entregar els seus prototips el 1928, però el de Daimler-Benz va patir nombrosos errors tècnics i no va poder ser lliurat fins a un any després. Tots els prototips (dos de cada per firma), van ser transportats a la Panzertruppenschule Kama, a Kazan, Rússia, per provar-los fora de la zona de control de l'armistici emparats en el Tractat de Rapallo.
Més tard, el 1935, la 1a Divisió Panzer va ésser equipada amb els sis Grosstraktor. Un cop aquests van excedir la seva vida útil, van ser entregats a les casernes Panzer com a monument.